# لینچ (نبراسکا)
لینچ(به انگلیسی: Lynch) شهری در ایالت نبراسکا کشور ایالات متحده آمریکا است که جمعیت آن در سرشماری سال ۲۰۱۰ میلادی، ۲۴۵ نفر بوده‌است.